# تشانغجي
تشانغجى (بالصينية: 昌吉市) هي مدينة على مستوى مقاطعة، في الصين، تقع في أورومتشي، هي عاصمة Changji Hui Autonomous Prefecture ‏، بلغ عدد سكانها 426,253 نسمة وذلك حسب إحصائيات سنة 2010، تبلغ مساحتها 7,981.13 كيلومتر مربع، رمزها البريدي هو 831100.

## التقسيمات الإدارية
- Liuhuanggou Town  [لغات أخرى]‏.